# Human coronavirus OC43
Human coronavirus OC43 (HCoV-OC43) tilhører arten Betacoronavirus 1 i slægten Betacoronavirus; den kan inficere mennesker og kvæg.
Den inficerende coronavirus er en indkapslet, enkeltstrenget (single-stranded) RNA-virus med positiv sense, der kommer ind i værtscellen ved at binde til receptoren 'N-acetyl-9-O-acetylneuraminsyre'.
OC43 er en af syv kendte coronavirus der kan inficere mennesker: HCoV-229E, HCoV-NL63, HCoV-HKU1, MERS-CoV, den originale SARS-CoV (eller SARS-CoV-1) og SARS-CoV-2.
Sammen med HCoV-229E og HCoV-NL63 (medlemmer af Alphacoronavirus-slægten) og Betacoronavirus HCoV-HKU1, er det en af de virus der er ansvarlige for forkølelse.
Virusset har − som andre coronavirus fra slægten Betacoronavirus, subgenus Embecovirus − yderligere et kortere peplomer eller 'spike-protein' (S)  Hemagglutinin esterase (HE).
Analyse af det molekylære ur mellem menneskets OC43-virus og koens coronavirus (BCoV) viser et påfaldende årstalssammenfald for virussernes seneste fælles stamfar og 1889-1890-pandemien.
Den pandemi har ellers har været forklaret som en influenza-pandemi.